# شهرستان انبکچی‌قزاق
شهرستان انبکچی‌قزاق (به قزاقی: Еңбекшіқазақ ауданы، ەڭبەكشىقازاق اۋدانى) یک سکونتگاه مسکونی در قزاقستان است که در استان آلماتی واقع شده‌است.

## خصوصیات
شهرستان انبکچی‌قزاق ۸٬۳۰۰ کیلومترمربع مساحت و ۲۷۸٬۵۳۸ نفر جمعیت دارد.